# Manteca
Manteca ist eine Stadt im San Joaquin County im US-Bundesstaat Kalifornien mit 83.498 Einwohnern (Stand: 2020). Die Stadt liegt bei den geographischen Koordinaten 37,80° Nord, 121,22° West. Das Stadtgebiet hat eine Größe von 41,2 km². 

## Geschichte
Manteca wurde im Jahr 1861 von Joshua Cowell gegründet.

## Söhne und Töchter der Stadt
- Richard A. Pierce (1918–2004), Geschichtswissenschaftler
- Marliece Andrada (* 1972), Model und Schauspielerin
- Patricia Miranda (* 1979), Ringerin
- April Bowlby (* 1980), Schauspielerin (u. a. in "Two and a half men" als Kandi)
- Scott Speed (* 1983), Autorennfahrer
- Dev (* 1989), Sängerin